# Juan Gardeazábal Garay
Juan Gardeazábal Garay   (Bilbao i Begoña, 27 de novembre de 1923 - Bilbao, 21 de desembre de 1969) fou un àrbitre de futbol basc de les dècades de 1950 i 1960.
Debutà la temporada 1946-1947 a categoria regional. La temporada 1952-1953 arribà a primera divisió. L'any 1954 fou nomenat àrbitre internacional. Arbitrà la final de la Copa Intercontinental de 1967. Participà en tres copes del món:
- Copa del Món de futbol de 1958 2 partits.
- Copa del Món de futbol de 1962 3 partits.
- Copa del Món de futbol de 1966 2 partits.

Partits a primera divisió:
| Temporada | Partits |
| --------- | ------- |
| 1952-53   | 11      |
| 1953-54   | 13      |
| 1954-55   | 12      |
| 1955-56   | 11      |
| 1956-57   | 13      |
| 1957-58   | 15      |
| 1958-59   | 17      |
| 1959-60   | 12      |
| 1960-61   | 12      |
| 1961-62   | 12      |
| 1962-63   | 10      |
| 1963-64   | 11      |
| 1964-65   | 17      |
| 1965-66   | 13      |
| 1966-67   | 17      |
| 1967-68   | 23      |
| 1968-69   | 14      |